# Crood
Crood, hoặc Cuộc phiêu lưu của nhà Croods (tựa gốc tiếng Anh: The Croods) là một phim hoạt hình 3D thể loại hài phiêu lưu của Mỹ do hãng DreamWorks Animation sản xuất và hãng 20th Century Fox phân phối. Phim được lồng tiếng bởi các diễn viên Nicolas Cage, Ryan Reynolds, Emma Stone, Catherine Keener, Clark Duke và Cloris Leachman. Phim lấy bối cảnh thời tiền sử, khi vị trí "dẫn đầu cuộc săn" của một người đàn ông trụ cột gia đình bị đe doạ bởi sự xuất hiện của một chàng trai tài giỏi, khởi đầu bằng một phát minh mang tính cách mạng như có thể tạo ra ngọn lửa.
The Croods được biên kịch bởi Kirk DeMicco, Chris Sanders đạo diễn, Kristine Belson và Jane Hartwell sản xuất. Phim được công chiếu tại các rạp vào 22 tháng 3 năm 2013. Theo một phần của thoả thuận phân phối, đây sẽ là bộ phim đầu tiên của hãng hoạt hình DreamWorks đặt dưới sự phân phối của hãng 20th Century Fox, sau khởi điểm trước đó là bộ phim Rise of the Guardians năm 2012 do hãng Paramount Pictures phân phối.

## Nội dung
Bộ phim mở màn với Eep (Emma Stone), cô gái trong một gia đình sống trong hang động thời tiền sử, kể lại cách mà gia đình cô đã vượt qua để trở thành một trong số ít những người còn sống sót, phần lớn nguyên nhân là nhờ dựa vào những quy định gắt gao của cha cô, Grug (Nicolas Cage). Khi ở trong ngôi nhà hang động của họ, Grug kể một câu chuyện với các thành viên trong gia đình, gồm vợ của ông, Ugga, cô con gái nhỏ Sandy, cậu con trai lớn Thunk và bà mẹ vợ. Câu chuyện mô phỏng một nhân vật có tính tình hiếu kì như Eep. Ông dùng câu chuyện này để cảnh báo gia đình rằng sự phiêu lưu thám hiểm và 'những thứ mới mẻ' đem lại mối đe doạ cho sự sống còn của họ. Điều này khiến cho cô bé thích phiêu lưu và đang chán nản Eep tức giận. Và khi gia đình đã ngủ say trong đêm tối, cô phớt lờ lời cảnh báo của cha và rời khỏi hang động, đi theo một ánh sáng bí hiểm trong đêm.
Trong lúc khám phá thứ ánh sáng kì lạ kia, cô gặp Guy, một chàng trai tiền sử thông minh. Cô bị mê hoặc bởi ngọn lửa mà Guy tạo ra, háo hức muốn biết nhiều hơn nữa. Cậu bé kể với cô về viễn cảnh thế giới đang sắp bị diệt vong và hối thúc phải đi ngay nhưng cô từ chối. Sau đó Guy đưa cho cô một cái kèn bằng vỏ ốc, nói rằng hãy gọi cậu khi cần giúp đỡ rồi rời đi. Grug thức dậy lúc nửa đêm, phát hiện Eep đã biến mất, điên cuồng đuổi theo tìm kiếm và đưa cô về trong sự giận dữ. Trên đường về, khi gần đến hang động, họ chứng kiến cảnh nó bị đè sập trong một trận động đất và đá lở. Cả gia đình leo lên từ trong đống đổ nát để khám phá ra một vùng đất, một thế giới mới, khác xa so với vùng núi đá khô cằn quen thuộc mà họ đã quen sống từ trước đến nay.
Khi trở nên cảnh giác với hoàn cảnh mới xung quanh, cả gia đình bị tấn công bởi những con chim lông đỏ ăn thịt theo bầy đàn. Trong lúc sợ hãi, Eep thổi tiếng kèn cầu cứu sự giúp đỡ của Guy. Nghe thấy điều này, Guy lao về phía Eep. Suy nghĩ nhanh chóng, cậu bắt đầu đánh lửa thắp lên một ngọn đuốc và giơ cao, những con chim đang lao đến sợ ánh lửa dạt hẳn về một bên và gia đình được cứu thoát. Các thành viên trong gia đình trở nên say mê ánh lửa vì họ chưa từng nhìn thấy nó trước đó bao giờ. Họ giành lấy ngọn đuốc của Guy và vô ý để lửa lan khắp nơi. Vô tình một vài quả bắp khổng lồ bị bén lửa, nổ tung tạo thành tên lửa bay thẳng trên bầu trời, tạo thành khung cảnh như một màn trình diễn pháo hoa. Sau khi bị ấn tượng với trí thông minh của Guy và khó chịu với vấn đề "ý tưởng" mà anh đưa ra, Grug nhốt Guy vào trong một khúc thân cây rỗng và mang theo, đưa cả gia đình đi về hướng ngọn núi xa theo lời đề nghị của Guy để tìm kiếm một hang động mới làm nơi trú ẩn. Guy bị buộc đi theo cùng họ và nhanh chóng nhận ra lối sống của gia đình Croods, một kiểu sống mà anh cho rằng vốn không bình thường.
Khi cuộc săn bắn tìm thức ăn thất bại, Guy cùng Eep và thú cưng bất ly thân là Belt tạo một con rối để lừa con thú gần đó vào bẫy. Sau khi bắt được con mồi, cả gia đình ngấu nghiến bữa ăn. Khi bữa ăn kết thúc, Grug kể một câu chuyện cho cả gia đình, nội dung mô phỏng lại sự kiện trong những ngày qua họ vừa trải, đề cập đến một cô gái từng rời khỏi hang động đi khám phá và đã chết. Guy liền kể một câu chuyện về chính mình, về việc phám phá một nơi mà anh gọi tên là "ngày mai".
Vào buổi sáng, cả gia đình thức giấc bên vách núi bị sụp xuống trong đêm. Tiếp tục cuộc hành trình, Guy đem đến một phát minh là "giày" cho mọi thành viên trong gia đình, đổi lấy tự do di chuyển trong cuộc hành trình cho bản thân thay vì bị vác trên vai trong khúc gỗ. Các thành viên nhà Croods bắt đầu ngưỡng mộ tài năng của cậu, trừ Grug, ông bắt đầu cảm thấy ghen tức với sự thông minh của Guy.
Sau những ý tưởng của Guy, gia đình Croods vượt qua những khó khăn và tiếp tục cuộc hành trình. Họ leo lên một cái cây lớn để dừng lại qua đêm. Mọi người quyết định đi theo con đường đến "ngày mai", nhưng không bao gồm Grug. Ngày tiếp theo, Grug trong sự tuyệt vọng vì bị mọi người phót lờ và bỏ lại đêm qua, cố chứng tỏ một vài ý tưởng của mình. Tất cả đều kết thúc trong thất bại. Grug không thể nào thuyết phục gia đình rằng trú ẩn trong một hang động vừa tìm được trên hành trình của họ là một lựa chọn đúng đắn, ông vô cùng tức giận và tấn công Guy. Trong cuộc rượt đuổi, cả hai rơi vào vũng nhựa cây và không thể tự thoát ra được, Guy kể lại rằng gia đình anh cũng từng chết như thế này. Grug sau cuộc nói chuyện trở nên có cảm tình với Guy. Sau đó cả hai tìm được đường thoát ra ngoài theo mưu kế mới nảy sinh của Guy dưới sự động viên của Grug.
Khi gần đạt đến vùng đất ánh sáng của "ngày mai", sự sụp lún diễn ra tạo một vực thẳm trước mặt. Khói bụi bốc lên không thấy ánh sáng trước mặt nữa. Mọi người quyết định quay lại hang động để trú ẩn nhưng lúc này Grug bỗng đổi ý khi cố nhìn về phía trước và thấy hy vọng ở xa. Ông ném từng thành viên trong gia đình về phía bờ bên kia. Trước khi ném người cuối cùng là Eep, không quên nói rằng ông rất yêu cô. Sụp lún diễn ra tiếp tục và khoảng cách vực thẳm bên dưới là dung nham ngày càng lớn hơn. Grug quay đầu chạy trốn đá lở trên cao đổ xuống và chui vào một hang động tối tăm. Tại đây ông đánh lên ngọn lửa và gặp được một con thú dữ cũng đang lạc lối, hiền hoà nằm cạnh ông. Lát sau, ý tưởng sinh tồn trỗi dậy, ông nghĩ ra cách dùng đàn chim đỏ ăn thịt người đưa qua bờ bên kia, trong lúc Eep đang tuyệt vọng thổi lên tiếng kèn trong nước mắt của cuộc chia ly và chần chờ không muốn bước tiếp. Grug xuất hiện cùng đàn thú ông kéo theo trong lúc trốn chạy và cả gia đình đoàn tụ vui vẻ nơi vùng đất mới, chạy dưới ánh mặt trời và bỏ lại sau lưng bóng đêm của hang động cũ, thứ một thời họ cho rằng là nơi an toàn nhất.

## Nhân vật
- Grug Crood (Nicolas Cage): người đàn ông trụ cột của gia đình nhưng mang tính độc đoán và áp đặt với những luật lệ khắt khe giữ cho gia đình sinh tồn.[8]
- Guy hay Trai (Ryan Reynolds): một chàng trai tiền sử tuy không khoẻ mạnh như các thành viên gia đình Croods nhưng thông minh và luôn có nhiều ý tưởng và phát minh, luôn đi cùng thú cưng Belt.[8]
- Eep Crood (Emma Stone): cô con gái lớn nhất của Grug, đầy tò mò và hiếu kỳ phiêu lưu khám phá.[8] She has a crush on Guy.
- Ugga Crood: vợ của Grug.[8]
- Thunk Crood: em trai của Eep, một cậu bé 9 tuổi.[8]
- Gran: mẹ vợ của Grug.[8]
- Belt hay Nịt (Chris Sanders): thú cưng của Guy.[9]
- Sandy Crood: con gái út của gia đình Croods, chưa biết nói.

## Sản xuất
Bộ phim lúc ban đầu là do hãng Aardman Animations chế tác, như một phần trong 5 bộ phim thoả thuận với hãng DreamWorks, từng được thông báo vào năm 2005 dưới tiêu đề "Sự thức tỉnh của Crood" (Crood Awakening), như một bộ phim dạng "stop motion" (kỹ thuật chụp liên tiếp chuỗi hành động rồi ghép lại thành video), do John Cleese và Kirk DeMicco viết những kịch bản đầu tiên cho bộ phim. Cùng với sự khởi đầu của bộ phim vào năm 2007, bản quyền bộ phim đã được chuyển nhượng sang DreamWorks.
Vào tháng 3 năm 2007, Chris Sanders, đạo diễn của Lilo & Stitch, tham gia DreamWorks trong vai trò đạo diễn bộ phim, cùng với dự định viết lại kịch bản. Tháng 9 năm 2008, có tin tức rằng Sanders bận tham gia How to Train Your Dragon nên đã hoãn lại The Croods và sau đó trì trệ kế hoạch ban đầu của bộ phim hàng năm sau cho đến khi kế hoạch được lên lại vào tháng 3 năm 2012. Tựa đề cuối cùng của phim, The Croods, được tiết lộ vào tháng 5 năm 2009 cùng với đạo diễn cộng tác là Kirk DeMicco. Tháng 3 năm 2011, bộ phim tiếp tục bị trì hoãn, đẩy tiến độ lùi lại một năm nữa vào ngày 1 tháng 3 năm 2013, cuối cùng kết thúc vào 22 tháng 3, cũng ngày công chiếu chính thức.

## Âm nhạc
Alan Silvestri soạn những bản nhạc chính cho phim, phiên bản điện tử được phát hành vào 15 tháng 3 năm 2013, do công ty Relativity Music Group phát hành, tiếp đó CD được ra mắt vào 26 tháng 3 năm 2013, do hãng Sony Classical phát hành. Đĩa nhạc bao gồm những bản nhạc do Owl City và Yuna thể hiện.
| Track listing:   | Track listing:                                | Track listing: |
| STT              | Nhan đề                                       | Thời lượng     |
| ---------------- | --------------------------------------------- | -------------- |
| 1.               | "Shine Your Way" (Owl City và Yuna trình bày) | 3:25           |
| 2.               | "Prologue"                                    | 2:08           |
| 3.               | "Smash and Grab"                              | 4:09           |
| 4.               | "Bear Owl Escape"                             | 2:45           |
| 5.               | "Eep and the Warthog"                         | 3:52           |
| 6.               | "Teaching Fire to Tiger Girl"                 | 1:55           |
| 7.               | "Exploring New Dangers"                       | 3:33           |
| 8.               | "Piranhakeets"                                | 2:24           |
| 9.               | "Fire and Corn"                               | 2:06           |
| 10.              | "Turkey Fish Follies"                         | 4:17           |
| 11.              | "Going Guys Way"                              | 3:15           |
| 12.              | "Story Time"                                  | 3:55           |
| 13.              | "Family Maze"                                 | 3:21           |
| 14.              | "Star Canopy"                                 | 2:07           |
| 15.              | "Grug Flips His Lid"                          | 1:44           |
| 16.              | "Planet Collapse"                             | 1:44           |
| 17.              | "We'll Die If We Stay Here"                   | 5:28           |
| 18.              | "Cave Painting"                               | 1:12           |
| 19.              | "Big Idea"                                    | 2:34           |
| 20.              | "Epilogue"                                    | 4:25           |
| 21.              | "Cave Painting Theme"                         | 2:52           |
| 22.              | "The Crood's Family Theme"                    | 5:54           |
| 23.              | "Cantina Croods"                              | 1:12           |
| Tổng thời lượng: | Tổng thời lượng:                              | 70:17          |

## Phát hành
The Croods ra mắt lần đầu tại Liên hoan Phim Quốc tế Berlin lần thứ 63 vào ngày 15 tháng 3 năm 2013. Phim công chiếu tại Mỹ và các quốc gia khác từ 22 tháng 3 năm 2013.

## Trò chơi điện tử
Một trò chơi điện tử dựa trên bộ phim có tên là The Croods: Prehistoric Party!, do D3 Publisher phát hành cho dòng Wii U, Wii, Nintendo 3DS và Nintendo DS vào ngày 19 tháng 3 năm 2013. Trò chơi cho phép người tham gia trở thành các nhân vật của gia đình Croood, hành trình vào chuyến phiêu lưu thông qua 20 trò chơi con.
Một trò chơi điện tử trên điện thoại có tên là The Croods phát hành vào 14 tháng 3 năm 2013 dùng cho dòng iOS và Android do hãng chế tạo Angry Birds Rovio phát hành.